# Dohle (Wappentier)

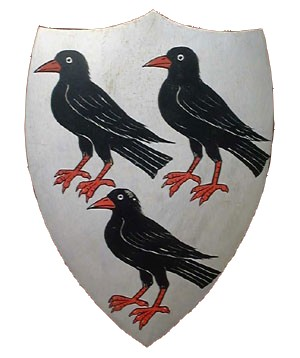
Dohlen im Wappen

Die zu den Rabenvögeln gehörende Dohle ist in der Heraldik ein Wappentier und als gemeine Figur nicht sehr häufig im Wappen.
Als Attribut des heiligen Thomas Becket ist sie ins Wappen von Canterbury gelangt. Thomas Becket war in der Zeit von 1162 bis 1170 der Erzbischof dieser Stadt, wurde ermordet und heiliggesprochen. Die Darstellung im Wappen ist der des Raben gleich und erfolgt vorwiegend in Schwarz. Der graue Nacken und die grauen Wangen der realen Welt werden im Wappen vernachlässigt. Versucht wird eine Farbveränderung von Schnabel und Beinen. Bei schlechtem Wappenaufriss muss die Wappenbeschreibung das Wappentier klären.